# Jaurim
I Jaurim (hangŭl: 자우림; hanja: 紫雨林), nome che in coreano significa foresta pluviale porpora, sono un gruppo rock di Seul, Corea del Sud. Formatisi nella scena musicale indie nel 1997, i Jaurim sono poi diventati un fenomeno commerciale con il primo singolo pubblicato, Hey Hey Hey, poi inserito nella colonna sonora ufficiale di 꽃을 든 남자 (A Man with Flowers).
Durante la sua carriera, il gruppo ha pubblicato sette album studio completi, tre EP, un album live, due singoli inseriti in colonne sonore ed un EP di una intera colonna sonora, quest'ultimo pubblicato però solo in formato digitale. Il loro ultimo album studio completo in ordine cronologico, Ruby, Sapphire, Diamond, è stato pubblicato il 9 giugno 2008.
Per quanto riguarda il successo, il gruppo è stato spesso lodato dalla critica per i suoi arrangiamenti, oltre che per la vocalità della cantante Kim Yoon-Ah.
Il batterista, Goo Tae-Hoon, è proprietario dal 2003 del Soundholic, uno dei principali live club della Corea del Sud.

## Formazione
- Kim Yoon-ah — voce, chitarra, tastiere
- Goo Tae-hoon — batteria, percussioni
- Kim Jin-man — basso, chitarra
- Lee Sun-kyu — chitarra, voce

## Discografia

### Album in studio
- 1997 – Purple Heart
- 1998 – Lover
- 1999 – B-Sides
- 2000 – The Wonderland
- 2002 – 04
- 2003 – #1
- 2004 – All You Need is Love
- 2005 – Ode to Youth
- 2006 – Ashes to Ashes
- 2008 – Ruby, Sapphire, Diamond
- 2011 – Conspiracy Theory
- 2013 – Goodbye, Grief
- 2018 – Jaurim

### EP
- 2009 – Untitled Records